# هوهس کرویتس
هوهس کرویتس (به آلمانی: Hohes Kreuz) یک شهر در آلمان است که در آیشسفلد واقع شده‌است. هوهس کرویتس ۱٬۴۰۵ نفر جمعیت دارد.